# SERVIR
SERVIR es un sistema de visualización y seguimiento regional para Centroamérica y el Caribe, desarrollado por la NASA en colaboración con un grupo de Universidades y Centros de investigación, así como el Banco Mundial, organismos regionales, etc.
El acceso a los datos producidos por SERVIR es público y está orientado a proveer información relativa a la toma de decisiones en casos de cambios climáticos o ambientales.
SERVIR entró oficialmente a funcionar a partir de febrero de 2005 y está ubicado en Panamá y albergado por el Centro del Agua del Trópico Húmedo para América Latina y el Caribe (CATHALAC).
SERVIR provee información presentada bajos las siguientes formas:
1. Conjuntos de datos de origen espacial
2. Mapas interactivos en línea
3. Herramientas de ayuda a la toma de decisiones, y
4. visualizaciones en 3-D